# ア・ワールド・トゥ・ビリーヴ・イン
「ア・ワールド・トゥ・ビリーヴ・イン」（A World To Believe In）は、セリーヌ・ディオンがアルバム『Taking Chances』に収録して2007年（平成19年）11月に発表した歌。
「On s'est aimé à cause」（アルバム『D'elles』収録、2007年発表）をプロデュースしたニューエイジ・ミュージック系アーティストのティノ・イッツォがロザンナ・シシオラと曲を書き、元々ロック系のミュージシャンでグラミー賞受賞歴もあるジョン・シャンクスがポップ・ロック系にプロデュースしている。またその縁故で彼がプロデュースしたルーシー・ウッドワードがバッキング・ボーカルで参加した。
この曲のプロモーションは2007年（平成19年）11月12日に開始され、テレビ・ドラマ『ブラザーズ&シスターズ』、『デスパレートな妻たち』、リアリティ番組『エキストリーム・メイクオーヴァー』のサウンドトラックとして起用されている。

## あなたがいる限り 〜A WORLD TO BELIEVE IN〜
「あなたがいる限り 〜A WORLD TO BELIEVE IN〜」（あなたがいるかぎり 〜ア・ワールド・トゥ・ビリーヴ・イン〜）とは、セリーヌ・ディオンのアルバム『Taking Chances』からの2枚目のシングル・カットで、伊藤由奈とのデュエットとして新たに録音された作品。日本語詞は小林夏海、編曲はCHOKKAKU。これは伊藤由奈が歌う「マイ・ハート・ウィル・ゴー・オン」のカバーを聴いたセリーヌ・ディオンが感銘を受け、デュエットを申し出て実現した。 
2008年（平成20年）3月、伊藤由奈はセリーヌ・ディオン10年ぶりとなるワールドツアーの来日公演のサプライズ・ゲストとして登場。
この再録音バージョンはau（KDDI / 沖縄セルラー電話）の「LISMO!」のテレビ・コマーシャルで使用される。

### 収録曲
1. あなたがいる限り 〜A WORLD TO BELIEVE IN〜
2. あなたがいる限り 〜A WORLD TO BELIEVE IN〜 (U.S.A. Mix)
3. あなたがいる限り 〜A WORLD TO BELIEVE IN〜 (Yuna Ito Solo Ver.)
4. あなたがいる限り 〜A WORLD TO BELIEVE IN〜 (Instrumental)

## ワールド・トゥ・ビリーヴ・イン 〜ヒミコ・ファンタジア
「ワールド・トゥ・ビリーヴ・イン 〜ヒミコ・ファンタジア」（A World To Believe In -Himiko Fantasia-）は、映画「まぼろしの邪馬台国」（2008年（平成20年））の主題歌としてコーラス部を除く全てを日本語で再録音したもの。
ディオンは主人公の宮崎康平・和子夫妻について、盲目の夫を支える妻と皮膚癌で倒れた夫を介護する自分とを重ね合わせたという。劇中では、和子を演じる吉永小百合が卑弥呼に扮し、現代に邪馬台国が蘇るという幻想シーンにて「卑弥呼のテーマ」として使用される。
映画と同名のオリジナル・サウンドトラックに収録されて2008年（平成20年）10月22日に発売予定で、さらにシングルとしても同日に発売される予定。また着うたとして2008年（平成20年）9月24日に先行発売。「マイ・ラヴ」も同じくアルバム『テイキング・チャンシズ』に収録された楽曲で、新たにコンピレーション・アルバム『My Love』のために録音され、こちらもシングルとして同月に発売される。また未発表曲「There Comes A Time」とこれら新録曲と合わせて全て同アルバムに収録される。

### 収録曲
1. ワールド・トゥ・ビリーヴ・イン 〜ヒミコ・ファンタジア A World To Believe In -Himiko Fantasia- （新録曲、映画バージョン）
2. ワールド・トゥ・ビリーヴ・イン A World To Believe In （アルバム・バージョン）
3. マイ・ラヴ My Love （テイキング・チャンスィズ・ツアーで録音されたライブ・バージョン）
4. There Comes A Time （未発表曲）